# Paraeuchaeta consimilis
Paraeuchaeta consimilis is een eenoogkreeftjessoort uit de familie van de Euchaetidae. De wetenschappelijke naam van de soort is voor het eerst geldig gepubliceerd in 1936 door Farran.